# Lizzie Borden
(Filastrocca popolare)
Lizzie Andrew Borden (Fall River, 19 luglio 1860 – Fall River, 1º giugno 1927) è stata una donna statunitense accusata di aver ucciso a colpi d'ascia il padre e la matrigna nel 1892, e protagonista di un celebre processo conclusosi con una sentenza di assoluzione nonostante i gravi indizi di colpevolezza.

## Biografia
La famiglia Borden viveva a Fall River in una modesta palazzina dove abitavano Andrew Borden, la sua seconda moglie Abby Borden, le figlie Emma, all'epoca dei fatti di 42 anni, Lizzie, di 32, e, da qualche tempo, una domestica d'origini irlandesi Bridget Sullivan. Il capofamiglia era un uomo molto ricco, proprietario di banche, terreni e fattorie, e, nello stesso tempo, di una parsimonia ai limiti della grettezza che lo portava ad esempio a vendere personalmente le uova delle sue galline ai vicini. Una taccagneria mal sopportata soprattutto da Lizzie, che rimpiangeva, ancora dopo vent'anni, la morte della madre Sarah A. Morse, e che non aveva approvato le seconde nozze del padre.. Anche Emma non aveva buoni rapporti con la matrigna e le due sorelle si erano rassegnate a condurre una vita da zitelle, rinchiuse in quella scomoda casa priva di bagno e persino dell'acqua corrente, che il padre aveva considerato fosse una inutile spesa. Andrew, per risparmiare, aveva anche deciso di vendere la carrozza e il cavallo così che nella stalla erano rimasti solo dei piccioni, parte dei quali erano stati rubati da ladruncoli. Per la rabbia del furto subito, Andrew aveva ucciso il resto degli uccelli, particolarmente cari a Lizzie, che ne pianse a lungo la morte. Ma rimase ben più irritata e amareggiata quando il padre, così avaro con la famiglia, aveva donato una casa alla sorella della moglie. Quando un altro più importante furto avvenne nella casa dei Borden, dove tutto era chiuso a doppia mandata, Andrew Borden stranamente ritirò la denuncia per la perdita di gioielli e denaro che aveva presentata alla polizia, affermando di sapere chi era il ladro e che avrebbe risolto la faccenda a modo suo.

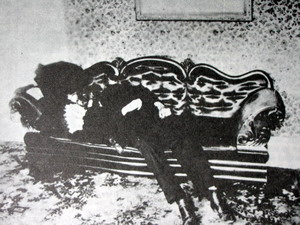
Il corpo di Andrew Borden

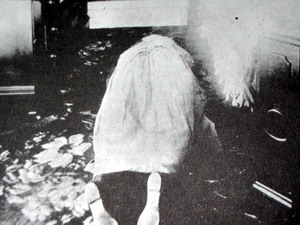
Il corpo di Abby Borden

Il 4 agosto 1892 la mattinata si svolse secondo l'ordinario. In casa erano rimaste Abby, la domestica e Lizzie. Emma era andata in vacanza da alcuni lontani parenti, mentre erano usciti Andrew e il fratello della sua prima moglie Sarah, John Morse, il quale era stato in visita dalle nipoti. Alle 10:40 Andrew rientrò e si dedicò alla lettura del giornale. Lizzie e la matrigna erano nelle loro stanze. Verso le ore 11:10 la domestica Sullivan sentì un lacerante grido di Lizzie, che aveva trovato il padre ucciso steso sul divano e per questo la chiamava e la mandava in cerca di aiuto. La Sullivan tornò nella casa con il medico di famiglia Bowen e una vicina, Adelaide Churchill, che, ispezionando la casa per vedere se vi fossero estranei, trovò il cadavere di Abby Borden. Ambedue i corpi erano straziati da numerosi e violenti colpi di ascia alla testa..

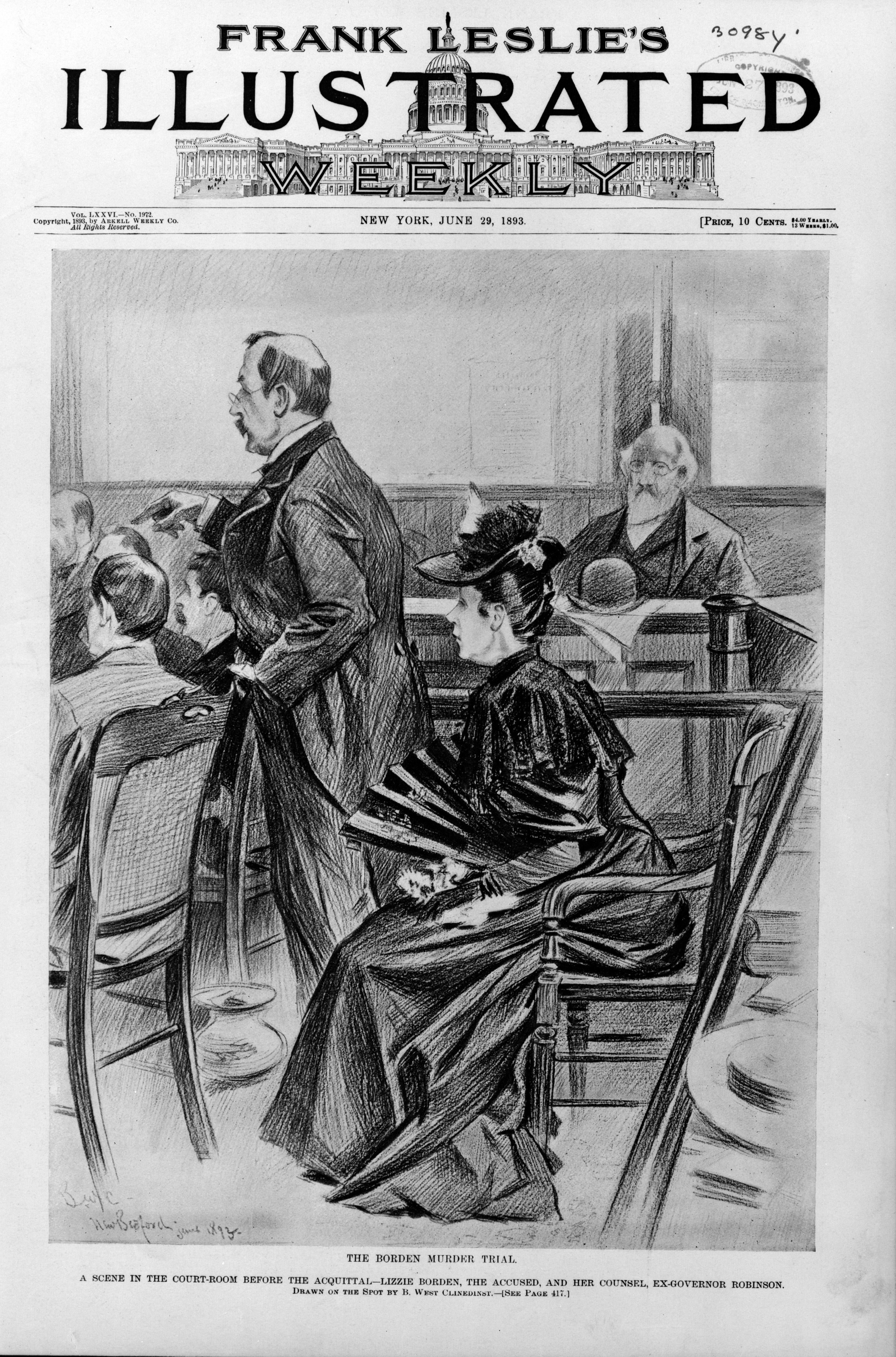
Lizzie Borden al processo con il suo avvocato difensore

L'autopsia accertò che Abby Borden era morta almeno un'ora prima del marito, quando questi doveva ancora rientrare in casa; questo significava che se vi era stato un estraneo in casa, come sosteneva Lizzie, era poco probabile che si fosse nascosto e avesse aspettato un'ora, rischiando di essere scoperto, per uccidere anche l'uomo. Le testimonianze invece attestarono che in casa erano presenti solo la Sullivan e Lizzie, che quindi venne accusata del duplice omicidio, non avendo la domestica alcun movente apparente (Lizzie invece avrebbe ereditato con la sorella il patrimonio); inoltre altri precisi indizi la accusavano: venne infatti ritrovata in casa l'arma dei delitti, un'ascia perfettamente ripulita, e la presunta assassina era stata vista bruciare un vestito che sembrava essere quello indossato il giorno degli omicidi e che in effetti non era stato più ritrovato.
L'avvocato della difesa Robinson, al processo, fece tuttavia notare che le modalità della morte delle vittime, 18 colpi d'ascia alla testa per Abby Borden e 13 per il marito, escludevano che ad uccidere potesse essere stata una donna, che non avrebbe avuto la forza necessaria per infierire così violentemente sui corpi. Non bisognava trascurare poi che Lizzie, il cui unico svago era quello di modellare statuine di ceramica, era di una morigeratezza esemplare: esercitava con opere di beneficenza, partecipava ad associazioni religiose e insegnava catechismo in una scuola domenicale; avrebbe invece dovuto essere un mostro, sosteneva l'avvocato, per aver compiuto quegli efferati delitti. La giuria assolse l'imputata da tutte le accuse.
Tre anni dopo il processo Lizzie tornò alla ribalta della cronaca, quando fu accusata di aver rubato due costose porcellane in una galleria d'arte di Providence. La denuncia non fu presentata dal proprietario per un accordo intervenuto con la donna, costretta a confessare il furto.
Lizzie Borden, divenuta ricchissima, morì nel 1927, lasciando tutto il suo patrimonio a parenti, amici e alla Lega per la protezione degli animali.

## Nella cultura di massa
- The Lizzie Borden Chronicles: è una miniserie televisiva statunitense trasmessa dal 5 aprile al 24 maggio 2015 sul canale Lifetime. Essa segue la storia di Lizzie Borden dopo essere stata incolpata e assolta dell'omicidio del 1892 di suo padre e della matrigna. La miniserie è la continuazione del film Il caso di Lizzie Borden. In Italia, la miniserie è stata interamente pubblicata il 20 maggio 2017 sul servizio on demand Netflix.
- Donne mortali: programma televisivo
- L'enigma Borden, regia e sceneggiatura di Gian Pietro Calasso, miniserie TV (1982)
- La famiglia Addams 2 (Addams Family Value, 1993) compare tra le figurine da collezione "Schizofrenici e maniaci omicidi"
- Lizzie: film del 2018
- Il gruppo musicale heavy metal Lizzy Borden trae ispirazione dal nome della Borden
- Nell'episodio Il Diavolo e Homer Simpson (The Devil and Homer Simpson) della puntata La paura fa novanta IV andato in onda nell'ottobre del 1993, Lizzie Borden fa parte della giuria di dannati che deve giudicare Homer Simpson.
- Il caso di Lizzie Borden Lizzie Borden Took an Axe: film del 2014
- L'episodio 11x05 di Supernatural è ispirato alla sua storia.
- Nell'episodio 5x02 di Marvellous Mrs. Maisel, la protagonista assiste al primo atto di uno spettacolo teatrale dedicato a Lizzie Borden assieme al suo corteggiatore.
- La canzone She Took an Axe del gruppo Thrash Metal Flotsam and Jetsam trae ispirazione dalla storia di Lizzie Borden.